# 고흥 운대리 도요지
고흥 운대리 도요지(高興 雲垈里 陶窯址)는 대한민국 전라남도 고흥군 두원면 운대리에 있는 도요지이다. 1985년 2월 15일 전라남도의 기념물 제80호로 지정되었다.

## 개요
요지는 자기나 기와, 그릇들을 만들어 굽던 가마터를 말한다.
폐교된 운대초등학교 남쪽에 있는 2개의 골짜기에 있으며, 주로 둔원천 부근의 운곡마을 주변에 집중적으로 분포하고 있다. 고려 전기 청자와 조선 전기 분청사기를 만들던 가마터 30여기가 분포하고 있는데 청자 가마터에는 청자와 흑자, 녹청자 등의 자기류와 갑발(도자기를 구울 때 재티등이 묻지 않도록 도자기를 담는 큰 그릇)과 갑발받침, 도지미 등 가마 도구가 출토되었다.
청자로는 대접과 접시, 사발, 종지 등 작은 그릇이 출토되었다. 흑자로는 항아리와 병, 주전자, 바리 등 큰 그릇이 많아 쓰임새에 따라 구별하여 그릇을 만들었던 것으로 보인다. 분청사기 가마터에서는 대접과 접시가 주로 출토되었다.
이곳의 분청사기에서는 상감과 인화(印花), 조화(彫花), 박지(剝地), 귀얄, 덤벙무늬 등 도자기의 모든 기법이 나타나고 있으며, 철화 무늬도 조금 출토되었다. 그 중 조화와 박지 기법이 많이 출토되며, 특히 덤벙무늬는 그릇 전체에 분장하여 백자와 구별이 쉽지 않다.
1973년에 처음 발견된 이 가마터는 1984년 지표조사에 의해 분청사기 제조기법 및 변천과정이 밝혀진 중요한 가마터이다. 또한 인화분청사기에서 분장분청사기로 변천되는 도자기 발달과정을 밝혀주는 중요한 가마터이기도 하다.

## 같이 보기
- 고흥 운대리 분청사기 요지 (사적 제519호)

## 참고 자료
- 고흥운대리도요지 - 국가유산청 국가유산포털